# Bota malaia
La bota malaia és un instrument de tortura consistent en unes botes de fusta o metall que es van fent petites amb els peus a dins, de manera que trenquen amb la pressió els ossos amb gran dolor per a la víctima. Les botes empetitien amb un mecanisme de politges quan constaven de diverses peces, una de les quals s'ajustava al taló i l'altra al dits dels peu. Una variant més rudimentària, quan les botes eren fetes d'una sola peça, consistia a trencar els ossos a cops de martell, en aquest cas l'artefacte de tortura servia per immobilitzar les cames del torturat. Les botes podien contenir a més a més punxes de metall a l'interior per ferir la carn durant la tortura. Un mètode de tortura similar és la bota espanyola.